# Whitey Skoog
Myer Upton Skoog, detto Whitey (Duluth, 2 novembre 1926 – St. Peter, 4 aprile 2019), è stato un cestista e allenatore di pallacanestro statunitense, professionista nella NBA.

## Carriera
Venne selezionato dai Minneapolis Lakers come scelta territoriale al Draft NBA 1951.

## Palmarès
- NCAA AP All-America Second Team (1950)
- 2 volte NCAA AP All-America Third Team (1949, 1951)
- Campionato NBA: 3

Minneapolis Lakers: 1952, 1953, 1954